# Jhoanmy Luque
Jhoanmy Luque (* 20. Dezember 1995) ist eine venezolanische Weit- und Dreispringerin.

## Sportliche Laufbahn
Erste internationale Erfahrungen sammelte Jhoanmy Luque bei den Jugendweltmeisterschaften 2011 nahe Lille, bei denen sie mit 5,55 m in der Weitsprungqualifikation ausschied, wie auch bei den Juniorenweltmeisterschaften in Barcelona im Jahr darauf mit 5,70 m. Anschließend wurde sie bei den Jugend-Südamerikameisterschaften in Mendoza mit einer Weite von 5,61 m Vierte. 2014 nahm sie im Dreisprung an den Juniorenweltmeisterschaften in Eugene teil, erreichte aber auch dort mit 12,97 m nicht das Finale. 2017 gewann sie bei den Südamerikameisterschaften in Luque mit 6,47 m die Bronzemedaille im Weitsprung hinter der Brasilianerin Eliane Martins und Macarena Reyes aus Chile.

## Persönliche Bestleistungen
- Weitsprung: 6,58 m (+1,7 m/s), 25. Mai 2017 in Austin (Venezolanischer Rekord)
  - Weitsprung (Halle): 6,53 m, 24. Februar 2017 in Ames (Venezolanischer Rekord)
- Dreisprung: 13,69 m (+1,2 m/s), 28. April 2018 in Des Moines
  - Dreisprung (Halle): 13,68 m, 10. März 2018 in College Station